# Aeroportul Guelmim
Aeroportul Guelmim (IATA: GLN, ICAO: GMAG) este un aeroport din Guelmim, Guelmim Province⁠(d), Guelmim-Oued Noun⁠(d), Maroc ce deservește zona Guelmim. Aeroportul a fost tranzitat în 2022 de 18.850 de pasageri.
Situat la o altitudine de 300 m, aeroportul dispune de o singură pistă. Este operat de Moroccan Airports Authority⁠(d).